# Nauru na Igrzyskach Wspólnoty Narodów 2002
Reprezentacja Nauru na Igrzyskach Wspólnoty Narodów 1998 liczyła 13 zawodników (8 mężczyzn i 5 kobiet). Nauru zdobyło 15 medali (2 złote, 5 srebrnych i 8 brązowych).
Był to czwarty start tego państwa na Igrzyskach Wspólnoty Narodów (pierwszy raz reprezentacja wystartowała 12 lat wcześniej w Auckland).

## Zdobyte medale
| Medal                | Zawodnik             | Konkurencja                         | Rezultat             |
| Podnoszenie ciężarów | Podnoszenie ciężarów | Podnoszenie ciężarów                | Podnoszenie ciężarów |
| -------------------- | -------------------- | ----------------------------------- | -------------------- |
| Złoto                | Reanna Solomon       | + 75 kilogramów kobiet - podrzut    | 127,5 kg             |
| Złoto                | Reanna Solomon       | + 75 kilogramów kobiet - dwubój     | 227,5 kg             |
| Srebro               | Marcus Stephen       | do 62 kilogramów mężczyzn - rwanie  | 117,5 kg             |
| Srebro               | Marcus Stephen       | do 62 kilogramów mężczyzn - podrzut | 147,5 kg             |
| Srebro               | Marcus Stephen       | do 62 kilogramów mężczyzn - dwubój  | 265 kg               |
| Srebro               | Jalon Renos Doweiya  | do 77 kilogramów mężczyzn - dwubój  | 290 kg               |
| Srebro               | Marcus Stephen       | do 77 kilogramów mężczyzn - podrzut | 160 kg               |
| Brąz                 | Reanna Solomon       | + 75 kilogramów kobiet - rwanie     | 100 kg               |
| Brąz                 | Ebonette Deigaeruk   | do 48 kilogramów kobiet - rwanie    | 60 kg                |
| Brąz                 | Ebonette Deigaeruk   | do 48 kilogramów kobiet - podrzut   | 85 kg                |
| Brąz                 | Ebonette Deigaeruk   | do 48 kilogramów kobiet - dwubój    | 145 kg               |
| Brąz                 | Sheba Deireragea     | do 69 kilogramów kobiet - rwanie    | 90 kg                |
| Brąz                 | Sheba Deireragea     | do 69 kilogramów kobiet - podrzut   | 110 kg               |
| Brąz                 | Sheba Deireragea     | do 69 kilogramów kobiet - dwubój    | 200 kg               |
| Brąz                 | Mary Diringa         | do 75 kilogramów kobiet - podrzut   | 102,5 kg             |

## Skład reprezentacji

### Podnoszenie ciężarów
Mężczyźni
| Zawodnik            | Kat. wagowa | Rwanie (kg) | Rwanie (kg) | Podrzut (kg) | Podrzut (kg) | Dwubój (kg) | Dwubój (kg) |
| Zawodnik            | Kat. wagowa | Wynik       | Miejsce     | Wynik        | Miejsce      | Wynik       | Miejsce     |
| ------------------- | ----------- | ----------- | ----------- | ------------ | ------------ | ----------- | ----------- |
| Chako Daniel        | - 56 kg     | 95          | 7           | 122,5        | 7            | 217,5       | 7           |
| Marcus Stephen      | - 62 kg     | 117,5       | 2           | 147,5        | 2            | 265         | 2           |
| Gadd Teabuge        | - 62 kg     | 105         | 5           | 132,5        | 4            | 237,5       | 4           |
| Yukio Peter         | - 69 kg     | 127,5       | 6           | 162,5        | 6            | 290         | 5           |
| Jalon Renos Doweiya | - 77 kg     | 130         | 5           | 160          | 2            | 290         | 2           |
| Quincy Detenamo     | - 77 kg     | 127,5       | 6           | -            | -            | -           | -           |
| Rutherford Jeremiah | - 85 kg     | 125         | 8           | 167,5        | 8            | 292,5       | 7           |
| Marcus Cook         | - 94 kg     | 117,5       | 12          | 147,5        | 10           | 265         | 10          |

Kobiety
| Zawodniczka        | Kat. wagowa | Rwanie (kg) | Rwanie (kg) | Podrzut (kg) | Podrzut (kg) | Dwubój (kg) | Dwubój (kg) |
| Zawodniczka        | Kat. wagowa | Wynik       | Miejsce     | Wynik        | Miejsce      | Wynik       | Miejsce     |
| ------------------ | ----------- | ----------- | ----------- | ------------ | ------------ | ----------- | ----------- |
| Ebonette Deigaeruk | - 48 kg     | 60          | 3           | 85           | 3            | 145         | 3           |
| Tyoni Batsiua      | - 59 kg     | -           | -           | -            | -            | -           | -           |
| Sheba Deireragea   | - 69 kg     | 90          | 3           | 110          | 3            | 200         | 3           |
| Mary Diringa       | - 75 kg     | 80          | 4           | 102,5        | 3            | 182,5       | 4           |
| Reanna Solomon     | + 75 kg     | 100         | 3           | 127,5        | 1            | 227,5       | 1           |